# Solimano (Perez)
Solimano ist eine Barockoper in drei Akten von Davide Perez. Eine erste Fassung wurde zum Karneval 1757 im Palazzo Ajuda in Lissabon uraufgeführt, als sein Meisterwerk jedoch gilt weithin die überarbeitete Fassung von 1768.
Im Gegensatz zur Urfassung des Solimano-Librettos von Giovanni Ambrogio Migliavacca, das von Johann Adolph Hasse 1753 ebenfalls als Solimano erstmals für den Dresdner Hof vertont wurde, gibt es hier nicht zwei türkisch-persische Liebespaare, sondern nur eines und daneben ein türkisch-türkisches. Wohl aufgrund des gewaltigen Erfolges der Uraufführung wurde das Libretto von mehreren Komponisten in der Urform übernommen, von anderen in einer zweiten Fassung, die auch Perez vertonte.

## Handlung
Der türkische Sultan Solimano (Süleyman I.) hat seinen ältesten Sohn Selimo und dessen Halbbruder Zanghire (Cihangir) in den Krieg gegen den Schah von Persien, Tamasse (Tahmasp I.), geschickt. Im Ergebnis des Kriegszuges soll Selim die Tochter des Schahs, Persane, heiraten und Herrscher der Türkei und Persiens werden.
Die jetzige Sultanin Roselane (Roxelane), Mutter Zanghires und Stiefmutter Selimos, hat zusammen mit Großwesir Rustano (Rüstem) eine Intrige gesponnen, um Stiefsohn Selimo auszuschalten und ihren eigenen Sohn Zanghire zum Sultan zu machen. Danach soll Rustano Sultan Solimano davon überzeugen, dass sein Sohn Selimo beabsichtige, ihn zu stürzen.
Solimano begibt sich zusammen mit Osmino und dessen Schwester Barsina, die mit Zanghire verlobt ist, nach Babylon. Dort erweist sich Selimos Halbbruder Zanghire als seinem Bruder gegenüber loyal, deckt die Intrige auf und tötet Rustano. Selimo und sein Vater versöhnen sich miteinander und beide ursprünglichen Liebespaare (Selimo und Persane sowie Zanghire und Barsina) dürfen heiraten.

## Zweite Fassung
Die 1768 erstaufgeführte zweite Fassung wird allgemein als das Meisterwerk Perez’ angesehen. Durch eine Durchmischung des „alten“, barocken Stils der opera seria mit Elementen der opera buffa, durch Erhöhung des Anteils von durch das Orchester begleiteten, dramatisch gestalteten Accompagnato-Rezitativen (gegenüber nur vom basso continuo gestützten Secco-Rezitativen) sowie Flexibilisierung der Seria-Elemente (z. B. Auslassung des Da-capo-Teils der Arien) reiht sich Perez in die Reihe der Komponisten ein, die die Überwindung der traditionellen Seria-Barockoper vollziehen. Einzelne der Szenen sind kompositorisch voll durchgestaltet und durchweg vom Orchester begleitet.
Besetzung der ersten Aufführung der Zweitfassung:
- Solimano – Luigi Torriani
- Selimo – Giuseppe Jozzi
- Persane – Giovanni Battista Vazques
- Barsina – Giuseppe Orsi
- Zanghire – Lorenzo Maruzzi
- Osmino – Lorenzo Giorgetti

## Moderne Aufführungen
Eine moderne Wiederaufführung der Fassung von 1768 erfolgte 2010 und erneut 2011 im Rahmen des Musikfestivals von Granada. Federführend dabei war Juan Bautista Otero, der mit seinem Orchester, der Real Compania de la Opera de Camara (RCOC) schon mehrfach vergessene Meisterwerke wiederausgegraben und Aufführungen auf Festivals und CD-Aufzeichnungen der Vergessenheit entrissen hat. Dabei gilt sein Augenmerk besonders Werken, die in Katalonien geschaffen wurden oder für es musikhistorisch von Bedeutung waren. Dabei hat er in der Mehrzahl seiner Projekte ansonsten völlig vergessene Musiker modernen Hörern vorgestellt. Die Besetzung dieser Aufführungen bestand aus
- Solimano: Topi Lehtipuu/Robert Getchell
- Persane: Anna Maria Panzarella/Céline Ricci
- Barsina: Sunhae Im/Sophie Karthäuser
- Zanghire: Olga Pitarch/Betsabée Haas
- Osmino: Olivier Dumait/Leif Aruhn-Solén
- Selimo: Stéphanie d’Oustrac/Marina Comparato